# Dougaloplus echinatus
Dougaloplus echinatus is een slangster uit de familie Amphiuridae. De wetenschappelijke naam van de soort werd als Ophiophragmus echinatus in 1867 gepubliceerd door Axel Vilhelm Ljungman.

## Synoniemen
- Ophiophragmus echinatus Ljungman, 1867
- Ophiostigma formosa Lütken, 1872[1]
- Amphioplus luctator Koehler, 1922